# ورزشگاه بالمور
ورزشگاه بالمور (به انگلیسی: Balmoor Stadium) یک ورزشگاه در بریتانیا است که در ابردین‌شیر واقع شده‌است.